# پروپیلامین
پروپیلامین (به انگلیسی: Propylamine) با فرمول شیمیایی C۳H۹N یک ترکیب شیمیایی با شناسه پاب‌کم ۷۸۵۲ است. که جرم مولی آن 59.11 g/mol می‌باشد. شکل ظاهری این ترکیب، مایع بی‌رنگ است.